# Earl of Grantham
Earl of Grantham war ein erblicher britischer Adelstitel in der Peerage of England. Der Titel bezieht sich auf die Stadt Grantham in Lincolnshire.

## Verleihung und nachgeordnete Titel
König Wilhelm III. verlieh den Titel am 24. Dezember 1698 an seinen Neffen 3. Grades, Heinrich von Nassau-Ouwerkerk, den Sohn des Feldmarschalls Heinrich von Nassau-Ouwerkerk (1641–1708). Zusammen mit dem Earldom wurden ihm die nachgeordneten Titel Viscount Boston und Baron of Alford verliehen. Die Titel wurden mit dem besonderen Zusatz verliehen, dass sie auch an seinen Bruder Wilhelm Moritz, Herr von Ouwerkerk, und dessen männliche Nachkommen vererbbar sei. Beim Tod von ebendiesem 1753 erbte Heinrich auch dessen niederländischen Titel Herr von Ouwerkerk.
Da weder der 1. Earl noch sein Bruder männliche Erben hinterließ, erloschen die Titel bei seinem Tod am 5. Dezember 1754.

## Earls Grantham (1698)
- Heinrich von Nassau-Ouwerkerk, 1. Earl of Grantham (1675–1754)